# Apostrophe (')
Apostrophe (') studijski je album američkog glazbenika Frank Zappe, koji izlazi u travnju 1974.g. To je prvi Zappin album koji je snimljen u stereo i kvadrofonik formatu. Naslovna pjesma "Don’t Eat the Yellow Snow" dovodi ih prvi put na Billboardovu top listu i nalazi se na 86. mjestu. Album Apostrophe (') zadržava se 43 tjedna na top listi i 1976.g. dolazi do 10. mjesta. Na albumu također sudjeluju izvrsni glazbenici, bivši i tadašnji članovi sastava "Mothers" .

## Popis pjesama
1. “Don’t Eat the Yellow Snow" – 2:07
2. “Nanook Rubs It” – 4:38
3. “St. Alfonzo’s Pancake Breakfast” – 1:50
4. “Father O’Blivion” – 2:18
5. “Cosmik Debris” – 4:14
6. “Excentrifugal Forz” – 1:33
7. “Apostrophe” – 5:50
8. “Uncle Remus” – 2:44
9. “Stink-Foot” – 6:33

## Izvođači
- Frank Zappa – aranžer, vokal, producent, editor, gitara, bas-gitara
- Lynn – vokal, prateći vokali
- Kerry McNabb – prateći vokali, projekcija, remix
- Ian Underwood – saksofon
- Ruth Underwood – udaraljke
- Sal Marquez – truba
- Sue Glover – prateći vokali
- Jim Gordon – bubnjevi
- Aynsley Dunbar – bubnjevi
- Tom Fowler – bas-gitara
- Napoleon Murphy Brock – saksofon, prateći vokali
- Robert “Frog” Camarena – vokal, prateći vokali
- Ruben Ladron de Guevara – vokal, prateći vokali
- Debbie – prateći vokali vokal
- Tony Duran – ritam gitara
- Erroneous – bas-gitara
- Johnny Guerin – bubnjevi
- Don “Sugarcane” Harris – violina
- Ralph Humphrey – bubnjevi
- Bob Ludwig – Tehničar
- Jack Bruce – bas-gitara u skladbi “Apostrophe”
- George Duke – klavijature, prateći vokali
- Bruce Fowler – trombon
- Jean-Luc Ponty – violina

## Produkcija
- Cal Schenkel – crtež, grafički dizajn
- Barry Keene – projekcija
- Ferenc Dobronyl – dizajn omota
- Paul Hof – tehničar
- Oscar Kergaives – tehničar
- Brian Krokus – tehničar
- Mark Aalyson – fotografija
- Bob Stone – premještanje, digitalni remastering
- Steve Desper – projekcija
- Terry Dunavan – projekcija
- Zach Glickman – propaganda
- Bob Hughes – projekcija

## Vanjske poveznice
- Informacije na Lyricsu
- Detalji o izlasku albuma